# Babykamenia eskovi
Babykamenia eskovi là một loài côn trùng trong họ Archeosmylidae thuộc bộ Neuroptera. Loài này được Ponomarenko & Shcherbakov miêu tả năm 2004.